# محوطه گری ولیعصر
محوطه گری ولیعصر در شهرستان پل‌دختر، بخش ملاوی، دهستان جایدر، روستای ولیعصر واقع شده و این اثر در تاریخ ۱۸ شهریور ۱۳۸۷ با شمارهٔ ثبت ۲۳۲۴۰ به‌عنوان یکی از آثار ملی ایران به ثبت رسیده است.